# Kasbah des Gnaouas
Pour les articles homonymes, voir Kasbah (homonymie).
La kasbah des Gnaoua(s), ou Kasbah ismaïlienne,  ou encore kasbah El-Hrichi, est la seule kasbah qui existe sur la rive droite du Bouregreg, située à Salé

## Histoire

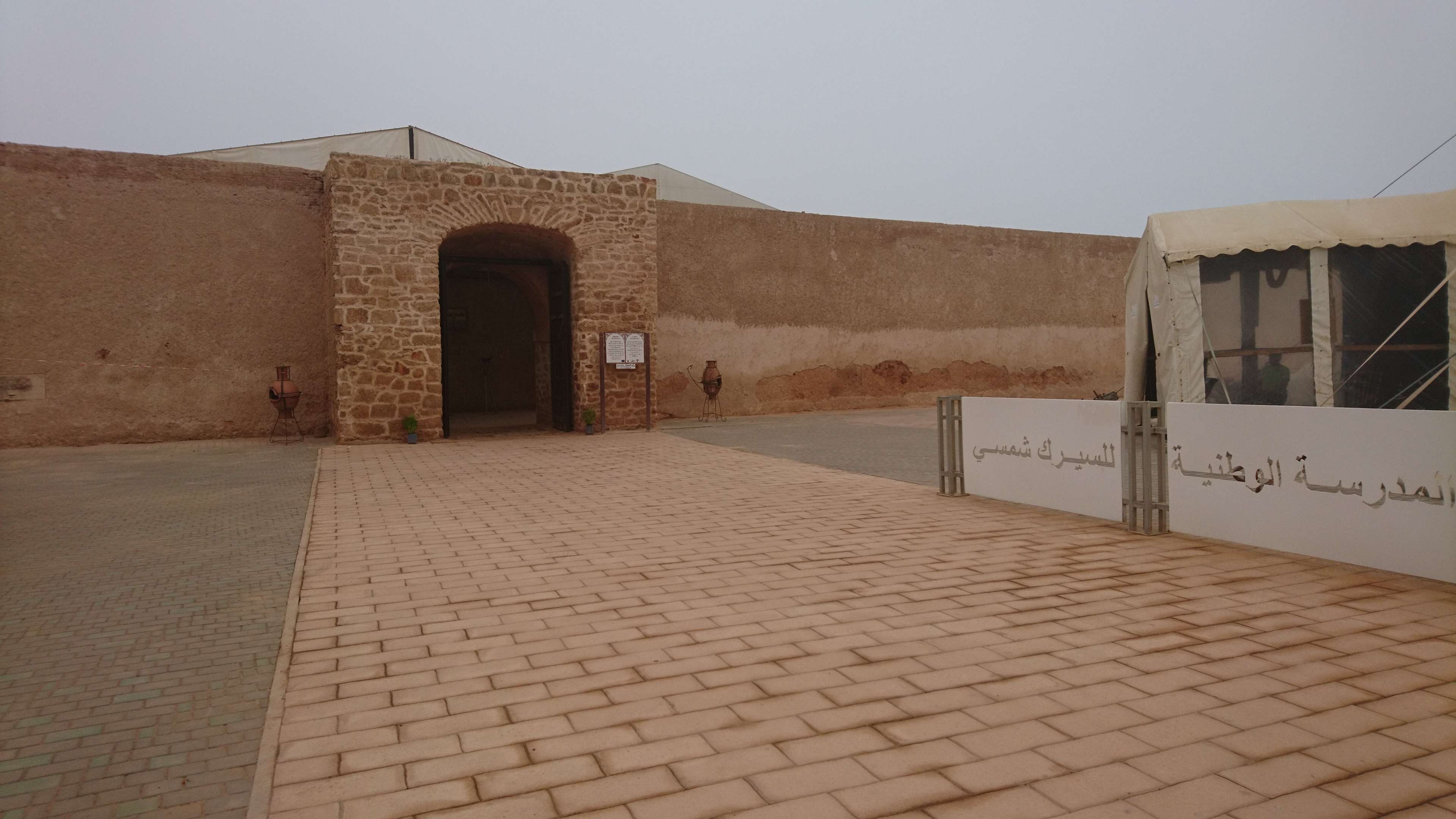
Entrée de l'actuelle Kasbah des Gnaouas et de l'école nationale de cirque Shems'y.

La kasbah des Gnaouas est à l'origine une des plus grandes forteresses, érigée sous le règne du sultan Moulay Ismail en 1709 (ou 1707) où il a placé le Jich Abid al-Bukhari (Gardes noire d'esclaves originaires du Soudan occidental) pour protéger les côtes de Rabat et Salé contre les tentatives de pénétration et d'occupations étrangères. On reprocha à ces derniers des libertés avec l'honneur et la vertu de femmes, alors cette inconduite provoqua une violente réaction de la part des habitants, qui formèrent un groupe mené par le gouverneur Abdelhaq Fennich, et attaquèrent la kasbah des Gnaouas en 1758.  
Elle comprenait une mosquée, une Maison du Caid, un hammam, un four et des logements pour les soldats. La casbah tomba ainsi dans l'oubli jusqu'à l'arrivée en 1912 du Maréchal Lyautey alors qu'elle a servi au cours de la Première Guerre mondiale pour les tirailleurs marocains qui y séjournèrent successivement en attendant leur départ sur les différents fronts et aussi pour les soldats français qui la prenaient comme point de départ vers la plaine du Gharb .
Elle devint monument classé national par le Dahir de 1948. Actuellement, ce monument se dresse après  trois siècles et demi d'abandon, elle nécessite une intervention rapide pour la sauvegarder, la réhabiliter et en faire un espace de culture au profit des habitants et des visiteurs de la ville.
Aujourd'hui, la kasbah des Gnaouas accueille le Festival Karacena, abrite le chapiteau de l'École Nationale de Cirque Shems'y et le nouveau Centre d'éducation et de Bien-Être aquatique BEABA

## Architecture

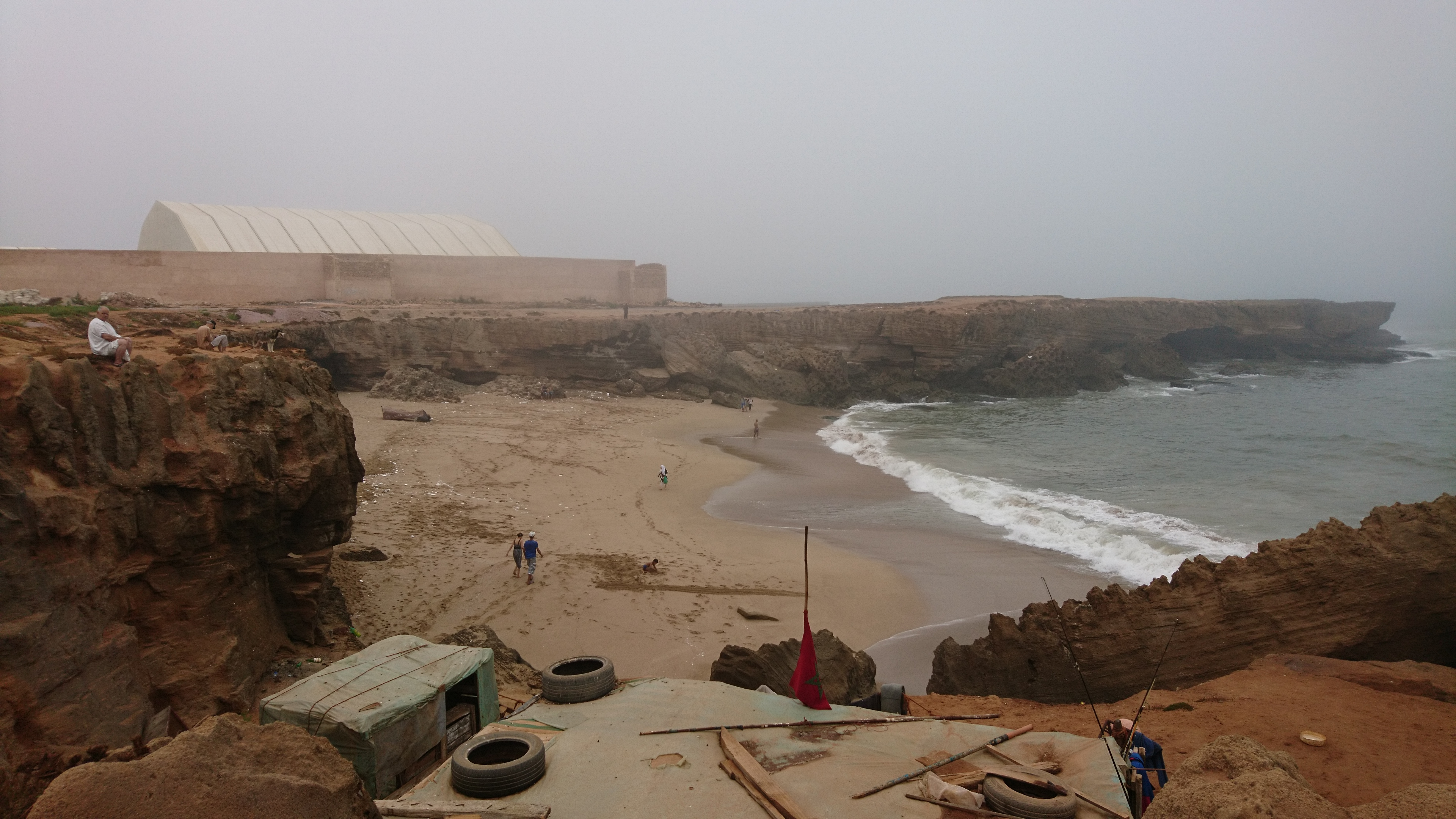
Kasbah des Gnaouas et l'océan Atlantique au nord de Salé.

Elle bénéficie d’une superﬁcie de 7 000 m2 environ, elle disposait d’un accès unique, de six bastions, d’une mosquée, de bains et  de plusieurs logements pour la garde.